# HMS Caroline (1914)
Pour les autres navires du même nom, voir HMS Caroline.
Le HMS Caroline est un croiseur léger de classe C de la Royal Navy construit par Cammell Laird and Company à Birkenhead et lancé en 1914. Il sert durant la Première Guerre mondiale. Durant la Seconde Guerre mondiale, il est utilisé comme base de la Royal Navy dans le port de Belfast, en Irlande.

## Construction
Il est construit dans le chantier naval Cammell Laird, à Birkenhead. Sa quille est posée le 28 janvier 1914, le navire est lancé le 29 septembre 1914 et achevé en décembre 1914. Le HMS Caroline fait partie des croiseurs légers de classe C. Les machines du navire sont toujours en place aujourd'hui, mais plus en état de fonctionner.

## Histoire

### Première Guerre mondiale
Le HMS Caroline sert dans la mer du Nord tout au long de la Première Guerre mondiale. Après sa mise en service, le navire rejoint la Grand Fleet basée à Scapa Flow dans les Orcades, servant en tant que leader de la 4e flottille de destroyers. Il faisait partie de la 1re escadre de croiseurs légers  de février à novembre 1915. Au début de 1916, il rejoint la 4e Escadre de croiseurs légers et y reste dans le cadre de la bataille du Jutland du 31 mai au 1er juin 1916, avec le capitaine Henry R. Crooke aux commandes, jusqu'à la fin de la guerre en novembre 1918. De 1917 jusqu'à la fin de l'année 1918, il est transformé en plate-forme pour le lancement d'avions de la Royal Naval Air Service, devant intercepter, pour la Royal Air Force, les dirigeables allemands opérant sur la mer du Nord.

### Les Années Folles
Le HMS Caroline reste dans le 4e Escadron de Croiseur léger après la Première Guerre mondiale et en juin 1919, le navire part avec le reste de son escadre afin de servir dans les Indes orientales. En février 1922, il est placé dans la réserve et en est sorti en février 1924 afin de devenir un navire de formation de la Marine royale de l'Ulster, commençant officiellement ces fonctions le 1er avril 1924. Harland and Wolff le désarme vers 1924 après son arrivée à Belfast.

### Seconde Guerre mondiale
De 1939 jusqu'en 1945, pendant la Seconde Guerre mondiale, le navire sert comme siège de la Royal Navy dans le port de Belfast, qui est utilisé comme base.
Comme la ville de Belfast développe une importante base navale pendant la Seconde Guerre mondiale, son siège devint trop grand pour le HMS Caroline. La ville occupe différents établissements dans diverses parties de la ville. Le premier établissement a été mis en place dans le Custom House à Belfast. Plus tard, le château de Belfast est repris et inclut une station de radio.
Pendant la première partie de la Seconde Guerre mondiale, lorsque la RAF Belfast occupa l'aérodrome à Sydenham, le personnel de la base aéronavale y séjourne.

### L'Après-Guerre
Après la Seconde Guerre mondiale, la Marine royale ordonne au HMS Caroline de retourner à la Réserve de la Royal Navy. Il est le dernier établissement de formation à flot. Il subit un carénage à Harland and Wolff à Belfast en 1951.
L'unité de la Réserve de la Marine royale déclasse le navire en décembre 2009. Le HMS Caroline est désarmé le 31 mars 2011 avec une cérémonie traditionnelle. Son enseigne a été posée dans la cathédrale Saint-Anne à Belfast.

## Conservation

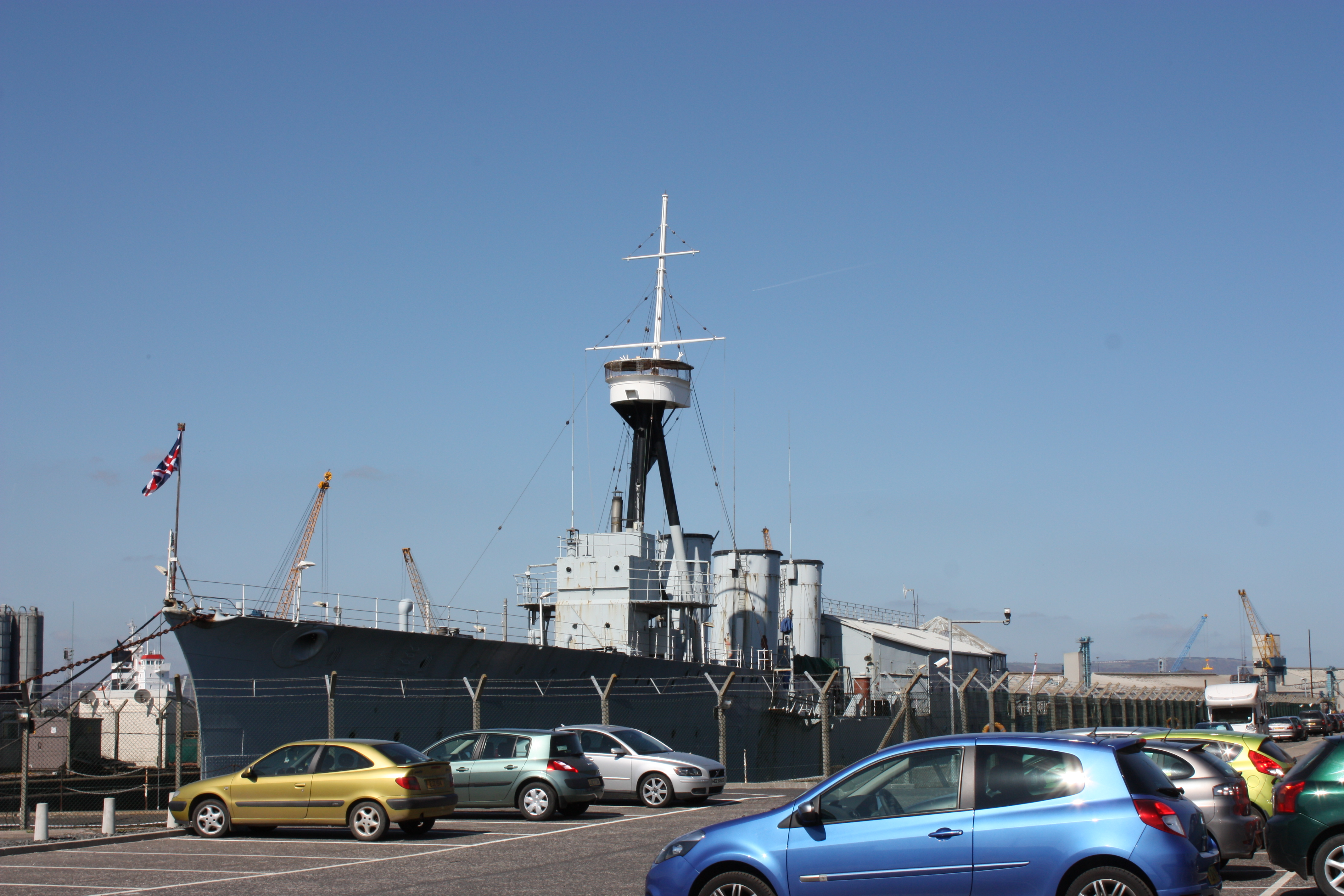

Le HMS Caroline est répertorié dans la Flotte Historique Nationale. Il a été placé sous la garde du Musée national de la Marine royale à Portsmouth, tout en restant amarré dans la cale sèche Alexandra, à Belfast. Les vagues et les vents violents ont failli causer la perte du navire qui s'est détaché de ses amarres à plusieurs reprises. En 2005, lors d'une tempête, il a arraché plusieurs énormes bittes sur le béton de la jetée, mais n'a pas réussi à se libérer entièrement. Le navire est, normalement, interdit aux visiteurs.
Après le désarmement du HMS Caroline en 2011, son avenir était incertain. Des propositions ont été faites pour que le navire revienne à son apparence de la Première Guerre mondiale, qui aurait impliqué l'approvisionnement et l'installation de canons (102 mm) de l'époque et en supprimant le grand rouf au milieu du pont. Une proposition envisagée était que le navire puisse rester à Belfast en tant que navire-musée et puisse faire partie du Titanic Quarter aux côtés de Nomadic.
En Juin 2012, des plans pour déplacer le HMS Caroline à Portsmouth ont été annoncés, sous réserve de disponibilité des fonds. Cependant, en octobre 2012, le gouvernement d'Irlande du Nord a annoncé que le navire restera à Belfast et que le National Heritage Memorial Fund avait promis sa restauration à hauteur d'un million de livres. En mai 2013, le Fonds de loterie du patrimoine a annoncé une subvention de 845 600 £ pour soutenir les travaux de conversion en musée. En octobre 2014, le Heritage Lottery Fund a annoncé un financement de 12 millions de livres pour permettre au HMS Caroline de devenir une attraction touristique, pour les commémorations du centenaire de la bataille du Jutland de 1916. À partir de 2015, des travaux de réfection des œuvres mortes de la coque et de l'intérieur sont entrepris dans le but de le convertir en musée flottant. Le 28 octobre 2016, le HMS Caroline est remorqué hors de sa cale sèche afin de subir des travaux de peinture sur la partie œuvres vives de sa coque.
Comme d'autres attractions touristiques, HMS Caroline a fermé ses portes au public le 17 mars 2020, en raison de la pandémie de COVID-19. L'enveloppe de financement du Département de l'Économie (Irlande du Nord) pour le HMS Caroline, destinée à couvrir tout manque à gagner en termes de coûts, était en place jusqu'en juin 2020. Le déficit de financement qui en résulte menace la poursuite de l'activité du HMS Caroline à Belfast. Des discussions sur un nouvel accord de financement entre le ministère de l'Économie et le NMRN sont en cours. Un nouvel accord de financement a été annoncé, qui permettrait la réouverture du HMS Caroline, afin de le maintenir à Belfast au moins jusqu'en 2038. Le NMRN a annoncé la réouverture du HMS Caroline au grand public à partir du 1er avril 2023.

## Records
Lors de son déclassement en 2011, le HMS Caroline détenait le titre du deuxième plus ancien navire en service de la Royal Navy, ainsi que d'être le dernier croiseur léger survivant de la Première Guerre mondiale britannique en service. Le navire est ainsi le dernier survivant de la bataille du Jutland.
Le HMS Caroline conserve le record de construction la plus rapide, huit mois à compter de sa quille jusqu'à son lancement.